# Santa Bárbara do Monte Verde
Santa Bárbara do Monte Verde este un oraș în Minas Gerais (MG), Brazilia.